# 日本人列表
日本人按职业分类，可以从以下各列表中查询。
- 日本君主列表
- 日本首相列表
- 日本艺术家列表（英语：List of Japanese artists）
- 日本演员列表（英语：List of Japanese actors）
- 日本作家列表（英语：List of Japanese writers）
  - 日本小说家列表（英语：List of Japanese novelists）
- 日本建筑家列表（英语：List of Japanese architects）
- 日本画家列表（英语：List of Japanese painters）
- 日本作曲家列表（英语：List of Japanese composers）
- 日本哲学家列表（英语：List of Japanese philosophers）
- 日本雕刻家列表（英语：List of Japanese sculptors）
- 日本电影导演列表（英语：List of Japanese film directors）
- 日本裔美国人列表（英语：List of Japanese Americans）
- 日本诺贝尔奖得主列表（英语：List of Japanese Nobel laureates）

|  | 本条目是人物相关列表索引。 |